# 小梅爾·羅哈斯
小梅爾·羅哈斯（英語：Mel Rojas Jr.，1990年5月24日—），是具有美國及多明尼加雙重國籍的棒球選手，守備位置為外野手。曾效力於日本職棒阪神虎隊，目前效力於韓國職棒KT巫師隊，為自2020年後睽違三年再度回到韓國職棒。
其父親為曾效力台灣中華職棒興農牛隊的投手「新楓康」（Mel Rojas）。

## 生平

### 美國職棒時期
出生於美國印第安納州印第安納波利斯，當時他的父親Mel Rojas正效力於蒙特婁博覽會隊的小聯盟球隊印地安那波利斯印地安人隊，小時候為同時打棒球和籃球的雙棲球員。
2010年，於美國職棒選秀會上被匹茲堡海盜隊以第三輪第84順位選中，因而開啟職棒生涯。
2014年，升上3A，並出賽了77場比賽，擊出67支安打和5支全壘打，打擊率0.277。
2015年，獲邀登上大聯盟春訓，但春訓結束後，又回到3A打球。
2016年5月9日，Mel Rojas Jr.被交易到亞特蘭大勇士隊，而匹茲堡海盜隊則換來現金，被交易後仍然在3A出賽，期間有被下放至2A，但大部分的時間仍以3A為主，該年總計在小聯盟出賽111場比賽，擊出96支安打和12支全壘打，打擊率0.253。

### 韓國職棒時期
2017年6月12日，以40萬美金的合約加盟韓國職棒KT巫師隊，來到韓國後，Mel Rojas Jr.的打擊火力便大爆發，總計2017年出賽83場比賽，打出101支安打和18支全壘打，打擊率0.301，季末也獲得續約。
2018年，以144場全勤出賽成為KT巫師隊首位達成的球員，同時打出172支安打、43支全壘打，皆為球團新紀錄，季末也以MVP等級的表現獲得續約，2019年度合約總值160萬美金為當時排名第三高的外籍球員。
2020年，以192支安打、生涯新高的47支全壘打及135分打點獲得該年度的MVP，此時傳出有意回大聯盟打球或加盟日本職棒讀賣巨人隊，不過最終在12月25日和阪神虎隊簽下2年的合約，正式前往日本打球。

### 日本職棒時期

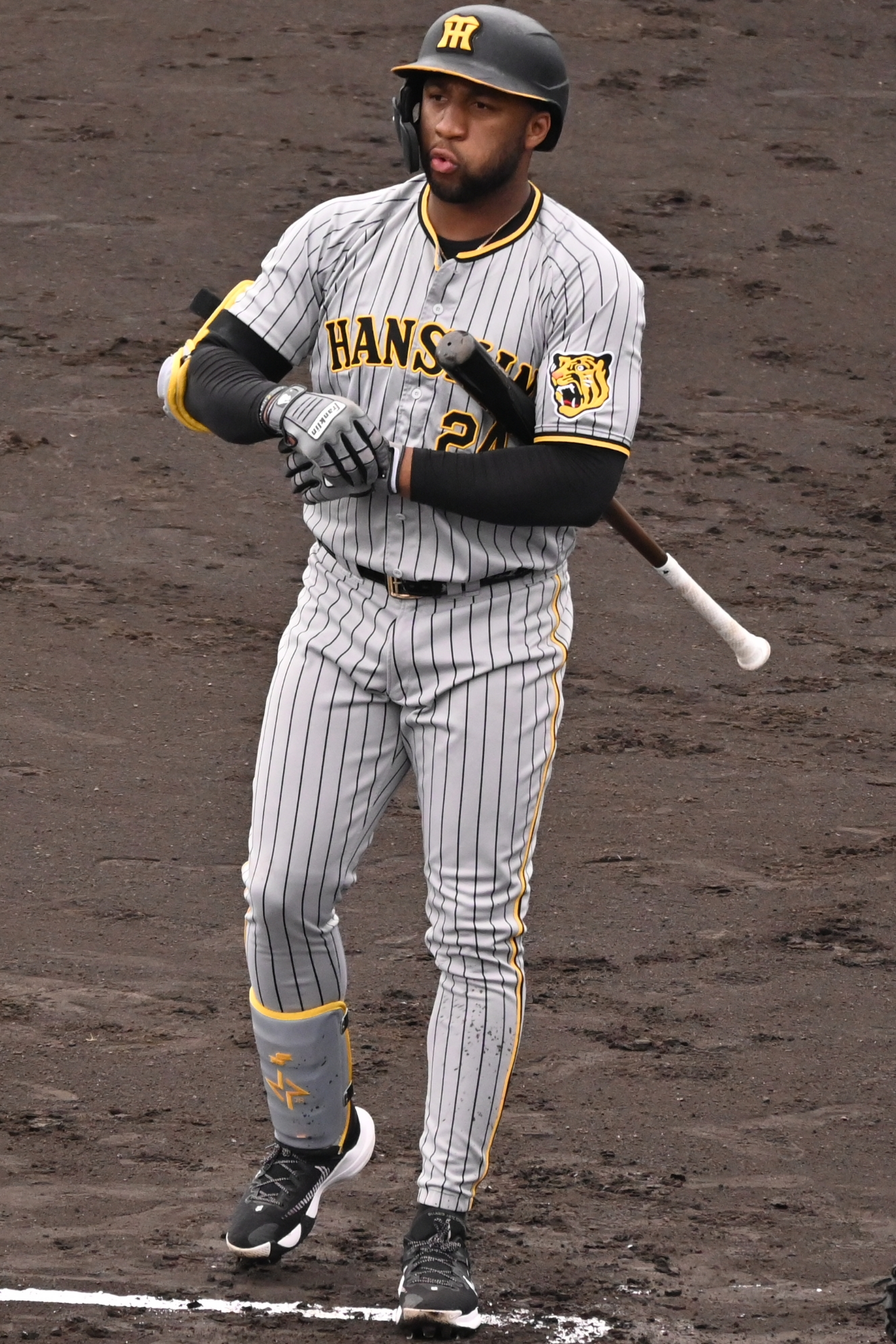
阪神虎時期

來到日本後，因為不適應日本投手的變化球，因此自初登板後連續21打席都沒有擊出安打，締造新紀錄，但在日本職棒的第22打席，擊出一支陽春全壘打，也成為日職生涯首安，最終旅日的第一年出賽60場比賽，只有41支安打，8支全壘打，打擊率0.217。
2022年，表現仍然沒有太大的起色，季中一度被降至二軍，季末合約到期後未獲續約。

### 重返韓國職棒
2023年12月7日，KT巫師隊再度和Mel Rojas Jr.簽約，重返韓國職棒。

## 職棒生涯成績

### 韓國職棒
| 年度 | 球隊   | 出賽 | 打數 | 安打 | 全壘打 | 打點 | 盜壘 | 三振 | 四死 | 壘打數 | 雙殺打 | 打擊率 | 上壘率 | 長打率 | OPS   |
| ---- | ------ | ---- | ---- | ---- | ------ | ---- | ---- | ---- | ---- | ------ | ------ | ------ | ------ | ------ | ----- |
| 2017 | KT巫師 | 83   | 332  | 101  | 18     | 56   | 5    | 81   | 21   | 188    | 6      | 0.301  | 0.351  | 0.560  | 0.911 |
| 2018 | KT巫師 | 144  | 564  | 172  | 43     | 114  | 18   | 142  | 71   | 333    | 10     | 0.305  | 0.388  | 0.590  | 0.979 |
| 2019 | KT巫師 | 142  | 521  | 168  | 24     | 104  | 4    | 120  | 49   | 276    | 4      | 0.322  | 0.381  | 0.530  | 0.910 |
| 2020 | KT巫師 | 142  | 550  | 192  | 47     | 135  | 0    | 132  | 65   | 374    | 11     | 0.349  | 0.417  | 0.680  | 1.097 |
| 2024 | KT巫師 | －   | －   | －   | －     | －   | －   | －   | －   | －     | －     | －     | －     | －     | －    |
| 合計 | 5年    | 511  | 1971 | 633  | 132    | 409  | 27   | 475  | 213  | 1171   | 31     | 0.321  | 0.388  | 0.594  | 0.974 |

### 日本職棒
| 年度 | 球隊   | 出賽 | 打數 | 安打 | 全壘打 | 打點 | 盜壘 | 三振 | 四死 | 壘打數 | 雙殺打 | 打擊率 | 上壘率 | 長打率 | OPS   |
| ---- | ------ | ---- | ---- | ---- | ------ | ---- | ---- | ---- | ---- | ------ | ------ | ------ | ------ | ------ | ----- |
| 2021 | 阪神虎 | 60   | 189  | 41   | 8      | 21   | 1    | 58   | 15   | 72     | 3      | 0.217  | 0.282  | 0.318  | 0.982 |
| 2022 | 阪神虎 | 89   | 183  | 41   | 9      | 27   | 0    | 53   | 22   | 75     | 4      | 0.224  | 0.322  | 0.410  | 0.732 |
| 合計 | 2年    | 149  | 372  | 82   | 17     | 48   | 1    | 111  | 37   | 147    | 7      | 0.220  | 0.302  | 0.395  | 0.697 |

## 特殊事蹟
- 2018年，出賽場次、全壘打、打點、長打率都是KT巫師隊史最高者，不過該年所吞下的142次三振亦是隊史記錄。

## 外部連結
- 小梅爾·羅哈斯在台灣棒球維基館上的頁面（繁體中文）
- 小梅爾·羅傑斯在美國職棒（英语）
- 小梅爾·羅傑斯在日本職棒（英语）
- 小梅爾·羅傑斯在韓國職棒（打者）（英语）
- 小梅爾·羅傑斯在Baseball-Reference.com（小聯盟以及海外聯盟）（英语）
- 小梅爾·羅傑斯在ESPN（MLB）（英语）
- 小梅爾·羅傑斯在The Baseball Cube（英语）